# 馬哈德比
馬哈德比（英語：Maha Derby）是位於印度馬哈拉施特拉邦內浦那的浦那足球俱樂部 與孟買的孟买足球俱乐部之間的同城德比。
在比賽期間，浦那足球俱樂部以巴勒瓦迪体育中心為主場，而孟买足球俱乐部以库帕拉格体育场為主場。

## 聯賽
浦那足球俱樂部與孟买足球俱乐部兩球隊皆在2007年成立，但是孟买足球俱乐部在2008年便晉升至印度足球甲級聯賽，浦那足球俱樂部則是在2009年才晉升至印度足球甲級聯賽。
兩隊首次對賽於2009年10月24日的2009–10年印度足球甲級聯賽賽季，兩隊最後以1-1平手收場。

## 數據
至2015年3月22日止，馬哈德比已經舉辦過12場，浦那足球俱樂部以5勝暫居上風，孟买足球俱乐部則只有2勝，兩隊另有5場和局，所有比賽皆在印度足球甲級聯賽期間舉行。
| 競賽     | 獲勝次數（孟买） | 平手 | 獲勝次數（浦那） |
| -------- | ---------------- | ---- | ---------------- |
| 印甲聯賽 | 2                | 5    | 5                |
| 總計     | 2                | 5    | 5                |

神射手
| 球員          | 俱樂部 | 入球 |
| ------------- | ------ | ---- |
| 蘇巴斯·辛格   | 浦那   | 3    |
| 詹姆斯·莫高   | 浦那   | 2    |
| 埃德马·菲盖拉 | 浦那   | 2    |
| 和泉新        | 浦那   | 2    |
| 西口大輔      | 浦那   | 2    |

## 球隊榮譽
雖然浦那足球俱樂部在馬哈德比獲勝次數最多，但是目前只有孟买足球俱乐部在聯賽期間獲得過總冠軍。
孟买足球俱乐部
- 印度足球乙級聯賽（英语：I-League 2nd Division）

冠軍：2008年
- 孟買區足球協會（英语：Mumbai District Football Association）菁英組聯賽

冠軍：2010–11年